# Resolució 1687 del Consell de Seguretat de les Nacions Unides
La Resolució 1687 del Consell de Seguretat de les Nacions Unides fou adoptada per unanimitat el 15 de juny de 2006. Després de reafirmar totes les resolucions sobre el conflicte de Xipre, en particular la Resolució 1251 (1999), el Consell va prorrogar el mandat de la Força de les Nacions Unides pel Manteniment de la Pau a Xipre (UNFICYP) durant sis mesos fins al 15 de desembre de 2006.

## Resolució

### Observacions
El Consell de Seguretat va demanar a Xipre i a Xipre del Nord que abordessin amb urgència la qüestió humanitària de les persones desaparegudes. Va assenyalar la valoració del Secretari General Kofi Annan que la situació de seguretat era estable i la situació a la Línia Verda era tranquil·la.
Es va instar a ambdues parts a abstenir-se d'accions que augmentessin la tensió, en particular els fets de l'àrea Dherinia relacionats amb la construcció no autoritzada a la zona d'amortiment i les restriccions al personal de la UNFICYP en alguns punts de control. També hi havia preocupació per l'activitat constructiva relacionada amb un encreuament addicional al carrer Ledra, i es van demanar noves negociacions.
El Consell lamenta que "la bretxa entre les paraules i els fets" es mantingui "massa gran" perquè el secretari general reprengui plenament la seva missió a Xipre, i va acollir amb satisfacció els seus esforços per encoratjar la represa dels contactes bicomunitaris entre grecoxipriotes i turcoxipriotes. A més, es va donar la benvinguda al progrés de desminatge a la zona de Nicòsia juntament amb els esforços de la UNFICYP per estendre el desminatge als camps de mines de les forces turques.
La resolució va acollir amb beneplàcit els esforços del Representant Especial del Secretari General, el fet que s'havien produït més de 10 milions de creuaments de grecoxipriotes i turcoxipriotes, les contribucions de Grècia i Xipre a l'operació de manteniment de la pau i els esforços relacionats amb la prevenció del VIH/SIDA en la missió de manteniment de la pau.

### Actes
En l'extensió del mandat de la UNFICYP, la resolució va demanar al Secretari General que informés al Consell sobre l'aplicació de la resolució vigent i que recolzés encara més els esforços de la UNFICYP per implementar la política d'explotació sexual. Va instar al costat turcoxipriota a restaurar l'statu quo militar que existia a Strovilia abans del 30 de juny del 2000.
El Consell va demanar que es duguessin a terme debats bicomunals a nivell tècnic i va demanar al Secretari General que informés a l'1 de desembre de 2006 sobre els progressos realitzats.